# Галлатин (округ, Кентукки)
Га́ллатин (англ. Gallatin County) — округ в штате Кентукки, США. Официально образован в 1798 году. По состоянию на 2010 год, численность населения составляла 8589 человек.

## География
По данным Бюро переписи США, общая площадь округа равняется 271,950 км2, из которых 261,590 км2 суша и 9,065 км2 или 3,300 % это водоёмы.

## Население
По данным переписи населения 2000 года в округе проживает 7 870 жителей в составе 2 902 домашних хозяйств и 2 135 семей. Плотность населения составляет 31,00 человек на км2. На территории округа насчитывается 3 362 жилых строений, при плотности застройки около 13,00-ти строений на км2. Расовый состав населения: белые — 96,72 %, афроамериканцы — 1,59 %, коренные американцы (индейцы) — 0,18 %, азиаты — 0,22 %, гавайцы — 0,00 %, представители других рас — 0,25 %, представители двух или более рас — 1,04 %. Испаноязычные составляли 1,04 % населения независимо от расы.
В составе 37,00 % из общего числа домашних хозяйств проживают дети в возрасте до 18 лет, 58,00 % домашних хозяйств представляют собой супружеские пары проживающие вместе, 10,70 % домашних хозяйств представляют собой одиноких женщин без супруга, 26,40 % домашних хозяйств не имеют отношения к семьям, 22,00 % домашних хозяйств состоят из одного человека, 8,20 % домашних хозяйств состоят из престарелых (65 лет и старше), проживающих в одиночестве. Средний размер домашнего хозяйства составляет 2,68 человека, и средний размер семьи 3,11 человека.
Возрастной состав округа: 28,60 % моложе 18 лет, 7,70 % от 18 до 24, 31,00 % от 25 до 44, 22,50 % от 45 до 64 и 22,50 % от 65 и старше. Средний возраст жителя округа 35 лет. На каждые 100 женщин приходится 98,90 мужчин. На каждые 100 женщин старше 18 лет приходится 96,00 мужчин.
Средний доход на домохозяйство в округе составлял 36 422 USD, на семью — 41 136 USD. Среднестатистический заработок мужчины был 32 081 USD против 21 803 USD для женщины. Доход на душу населения составлял 16 416 USD. Около 11,60 % семей и 13,40 % общего населения находились ниже черты бедности, в том числе — 16,60 % молодёжи (тех, кому ещё не исполнилось 18 лет) и 16,40 % тех, кому было уже больше 65 лет.